# ミニ四トップ
『ミニ四トップ』（ミニよんトップ）は、たなかてつおによる日本の漫画作品。学年別の学習雑誌『小学三年生』～『小学六年生』（小学館）で、1988年から1990年まで連載されていた。単行本は全6巻。現在はAmazonにて全巻電子書籍化されている。

## 概要
『月刊コロコロコミック』（小学館）で連載されていた『ダッシュ!四駆郎』と同様、「第一次ミニ四駆ブーム」と呼ばれる初期のミニ四駆ブームを支えた漫画作品の一つである。
学年誌（およびその別冊付録上）での連載という形態のため、話の流れや設定は各学年ごとに異なる形で展開されていた。ゆえに、骨子は同じで内容が多少異なるエピソードが複数のパターンで存在している。それらも含め、単行本には未収録となっているエピソードは多い。
『ダッシュ!四駆郎』が、ミニ四駆の持つレーシングマシンとしての魅力を描こうとしたのに対して、本作品はホビーとしてのミニ四駆を楽しむ少年たちの姿を純粋に描いていたのが特徴である。
主人公のメインマシンとして作中に登場する「ライジングバード」および「ウイニングバード」は、学年誌上の企画と本作品が連動しながら、小学館と田宮模型が共同して作り上げたオリジナルマシンで、商品化もされた。

## あらすじ
三度のメシよりもミニ四駆が好きな少年・九堂突風（トップ）は、ミニ四チャンプ・鷹村隼人（ハヤト）と出会い、ミニ四駆でトップになるために共に協力しあって最高のマシンを作り上げようとする。「ミニ四駆はスピードがすべて」と極限までスピードを追求するハヤトは、夢を追い求め、マシンに翼を付けたトップに対して怒りをあらわにする。ハヤトとケンカになってからも、トップは自分の夢を実現するボディを作ろうと、ひとり決心する。そんなある日、ミニ四駆の開発者・Dr.Tより翼のついた見たこともないミニ四駆を託され…。

## 登場人物
九堂 突風（くどう とっぷう）
あだ名はトップ。ミニ四駆が大好きな少年。勉強や運動、なにをやらせてもドジだが、ミニ四駆への情熱は誰にも負けないものを持つ。空を駆けるようなミニ四駆を作るのが夢。
愛車はスーパーセイバーJr.→ライジングバード→ウイニングバード→ウイニングバード・フォーミュラー。
鷹村 隼人（たかむら はやと）
あだ名はハヤト。ミニ四駆のチャンプ。生まれた時から車にどっぷり漬かっており、勝って当たり前という環境で育ってきた。研究熱心で、勝つためなら一つのパーツのために高いキットを購入するのも厭わない。テクニックは超A級で、マシンの自作・改造はお手の物。
愛車はサンダーショットJr.。
天王寺 譲（てんのうじ じょう）
あだ名は浪花のジョー。関西ミニ四駆界のトップレーサー。天王寺財閥の御曹司。ライジングバードの弱点を一発で見抜くほどの高いテクニックと財力を生かして、一分の隙もないマシンを作る。気功術の使い手でもある。
北野 弁慶（きたの べんけい）
ミニ四駆日本一になるため、武者修行として北海道から各地に現われ、レースチャンピオンに挑んでいる。工具類を常に持ち歩いており、レースに合わせてその場で改造するのが得意。
博多 玄海（はかた げんかい）
九州ミニ四連合総長。香港ミニ四小学生親善大使を決めるユニーサマーグランプリで、ゴール寸前のライジングバードを抜き去り逆転優勝したが、モーターの巻き線を増やした不正改造を自ら明かして辞退。その後、玄海スペシャル「怒涛丸」でトップと本気のミニ四勝負を行う。
西園寺 光（さいおんじ ひかる）
金と組織力でミニ四駆界の征服をたくらむ「ファイナルレーサーズ」のリーダー。西園寺財閥の跡取り。徹底的な勝利至上主義者で、前を走る者は全て叩きつぶすと公言する。コースへの最適セッティングを瞬時にやってのけるテクニックと、岩場をものともしない鍛え抜かれた肉体を持つ。
天堂 秀一（てんどう しゅういち）
「ファイナルレーサーズ」のメンバー。'89ミニ四駆日本選手権ジャパンカップでハヤトを破り優勝したが、区間スピードでトップに負け、再勝負を挑む。ウイニングバード制作のきっかけを作った張本人。
チャン・カンフー
ユニー香港カップ、香港代表。香港予選レースNo.3。サンダーショット改「鬼九竜（キーカオルン）」を操る。専用スピードローラーによる必殺走法「鬼九竜 竜走破（キーカオルン ドラゴンシューター）」で、マシンとコースが一体となった走りを見せる。
ロバート・F・テンプル
ユニー香港カップ、香港代表。香港チャンピオン。最高級の部品を使ったアバンテオリジナル「スピットファイア二世」を操る。準決勝でトップと対決。
脇田 健二郎（わきた けんじろう）
RC（ラジコン）界では名を知られた実力者。暇つぶしにRCテクニックを使って改造したスコーチャーJr.で、ウイニングバードを抜き去る。「ミニ四駆の道はRCに通ず」が持論。
速水 リン（はやみ りん）
トップのクラスへ転校してきたミニ四駆が大好きな少女。女の子レーサーの地位確立を願うミニ四ギャル軍団「ブラックキャッツ」のメンバー。コースを読んだマシン改造のアイディアに優れる。
速水 源之助（はやみ げんのすけ）
リンのいとこの大学生。自動車業界で注目されているデザイナーで、ジウジアーロ速水を自称する。ブラックキャッツのマシン作成を担当。リンのアイディアを短時間で具現化するテクニックを持つ。
神座 菊千代（かんざ きくちよ）
花咲村村長の息子。大自然をつらぬく大コース「花咲マウンテンミニ四ワールド」を設計し、一年かけて作り上げた。リニアモーターカー予定地を使った「距離無制限弾丸ストレートコース」で、花咲マウンテンミニ四ワールドを完走したトップと一騎討ちを行う。
海野 鯱丸（うみの しゃちまる）
海岸一帯を取り仕切る村の漁師。リゾート開発のために漁場が潰されるのを危惧し、反発している。
権藤 かおる（ごんどう かおる）
海岸一帯を一大リゾートとする計画を進める「権藤開発」社長の息子。鯱丸の村の権利書を賭けて、トップとサンドレース対決を行う。
才野 秀一（さいの しゅういち）
名門進学塾「鬼神進学塾」一の秀才。難題勝負で偶然のいたずらによりトップに破れ、ミニ四駆に興味を持つ。生まれて初めて勉強以外に心を燃やすものに出会ったと、鬼神塾塾長に逆らってまでミニ四駆へ情熱を燃やす。
祭 源造（まつり げんぞう）
遊園地管理人の弟子で、一緒に遊園地を作っていた。遊園地のシンボル塔をそのままミニ四コースにする「ミニ四デビルスタワー」を作り出す。速く走るためには手段を選ばない。タイヤ・モーター・電池の全てが大きく、ミニ四駆の常識を超えたマシン「ビッグ・ターボ」を操る。
面真 鳴人（めんま なると）
中華料理屋「めんま亭」の息子。トップに弟子入りして日本一のミニ四レーサーを目指す。トップが苦戦した「らせん状コース」をクリアする工夫にいち早く気づき、先に完走した。その後トップの元を離れる。父親の思惑から、トップとトップ軒の休業を賭けたミニ四勝負を行う。
トップのおねえさん
評判のラーメン屋「トップ軒」の店主。トップの親代わり。
ハヤトのおとうさん
鷹村モータースの社長。F1のマシンを何台も所有しており、道楽で走らせたりもする。
神座 菊五郎（かんざ きくごろう）
花咲村村長。さびれる一方の花咲村を救うため、広大な土地と豊富な資金を使ったミニ四駆グランプリを開催。ミニ四駆を利用して人を集め、村おこしを狙う。
権藤 猛（ごんどう たける）
権藤開発の社長。リゾート計画のために、鯱丸の住む村の権利書を大金を出して村長から買い取った。
遊園地の管理人のおっちゃん
隣町のレジャーランドに対抗するため、遊園地をミニ四ランドへと改造する計画を進めている。作った宇宙船の乗り物の形が、ウイニングバード改造「フォーミュラ」のボディデザインのヒントとなった。
鳴人の父ちゃん
中華料理屋「めんま亭」の店主。トップ軒に取られた客を取り戻すため、トップが鳴人に負けたことを聞きつけ、トップ軒の一ヶ月休業を賭けたミニ四駆勝負を持ちかける。
ドリームのマスター
ホビーショップ「ドリーム」の店長。トップたちのよき理解者。店ではよくミニ四駆大会を開催しており、ウイニングバードの記念レースを開いたこともある。
Dr.T
ミニ四駆の開発者と言われている謎の人物。ミニ四駆少年たちの夢を叶えるニューマシン「D-01※」を開発し、トップに与えた。(※ライジングバードのコードネーム)
前ちゃん
タミヤの前ちゃん。ラジコンフェスティバルやジャパンカップなど、ミニ四駆公式レースの司会を務める。
黒岩（くろいわ）
ハヤトが危険視していたマシン「ブラックバード」（改造ビッグウィッグJr.）を操り、草レースでトップの「セイバースペシャルトップ1」（改造スーパーセイバー）と対決する。
百点（ひゃくてん）
クラス一の秀才。トップとのちょっとした諍いから、塾の勉強の息抜きにミニ四駆もしていたことが判明。直進性と安定走行に優れた改造アバンテで、一度は未完成のライジングバードに勝利した。
ゴリ鉄先生
トップのクラス担任。生徒思いの熱血教師。成績の良くないトップに対し、「優勝できなかったらミニ四駆禁止」と約束させるが、玄海との勝負に立ち会った後、トップたちのミニ四駆への情熱を認め、約束の件は不問とした。
冬野 春夫（ふゆの はるお）
トップのクラスメイト。ドジでバカ正直。ウイニングバードに傾倒するあまり、オリジナルマシンを作るための参考にと無断で持ち帰る。作ったマシンを走らせることはなかったが、連れていかれたラジコンフェスティバルではトップやハヤトを圧倒するほどの出来だった。
沢口 リエ（さわぐち りえ）
ミニ四ギャル軍団「ブラックキャッツ」のメンバー。ラジコンフェスティバルの予選第一組Aコースで一位通過。
松田 ヒロミ（まつだ ひろみ）
ミニ四ギャル軍団「ブラックキャッツ」のメンバー。ラジコンフェスティバルの予選第一組Bコースで一位通過。
鬼神塾長（おにがみじゅくちょう）
鬼神進学塾の塾長。教育一筋二十年で、幾多の受験生を合格に導いてきた。鬼神式教育法「合格むち」でウイニングバードを粉砕しようとする。
豪田 岩平（ごうだ がんぺい）
桜ヶ丘小学校、闘球部キャプテン。一度に二人を仕留めるダブルアタックを得意とする。スーパードッジボール・ゲーム・ミニ四駆の三種目で争う、嵐山対桜ヶ丘「トライアスロン・デス・マッチ」のメンバー。ドッジ以外に、ゲームやミニ四駆も少しは自信を持つ。
飛田 信吾（とびた しんご）
桜ヶ丘小学校、闘球部ナンバー2。「トライアスロン・デス・マッチ」のメンバー。
手久野 俊（てくの しゅん）
桜ヶ丘小学校、トライアスロン・デス・マッチ」のメンバー。歩くコンピュータと呼ばれ、ゲームが得意。
ジョニー大杉（じょにーおおすぎ）
嵐山小学校、トライアスロン・デス・マッチ」のメンバー。歩く大木と呼ばれる巨漢。
赤田 算十郎（あかた さんじゅうろう）
嵐山小学校、トライアスロン・デス・マッチ」のメンバー。ゲームの天才。
キャプテン島田（きゃぷてんしまだ）
嵐山小学校、トライアスロン・デス・マッチ」のメンバー。フロントモーター採用のオリジナル最新鋭マシンでミニ四レースの最終決着に挑む。
カント
ワールドカップミニ四駆世界選手権、イタリア代表。
ブラウン
ワールドカップミニ四駆世界選手権、オーストラリア代表。二次予選でハヤトと対決。
シュミット
ワールドカップミニ四駆世界選手権、西ドイツ代表。二次予選でトップと対決。
金玉竜（きんぎょくりゅう）
ワールドカップミニ四駆世界選手権、韓国代表。一次予選でハヤトとデッドヒートを演じ、ハヤトの心に火を点けた。準決勝でトップと対決。
ジェフ・モーガン
ワールドカップミニ四駆世界選手権、アメリカ代表。専用のメカニックチームが最新の測定器を使ってコースを分析した結果から、最適なマシンを選ぶ頭脳派レーサー。準決勝でハヤトと対決。

### 未収録部分に登場
田舎のじっちゃん
トップの祖父。海のある村に住んでいる。
鯛助（たいすけ）
トップの祖父の住む村のミニ四チャンプ。砂の上のレースでは、砂地仕様でないライジングバードに一度勝っている。難破船へ二人で一緒に遊びに行ったことが、結果的に第二のライジングバードを作るきっかけとなる。
黒金 建治（くろがね けんじ）
ウインターカップ優勝候補ナンバーワンといわれていたが、1回戦で謎の女性レーサーに敗れ去る。
早乙女 ユリ（さおとめ ゆり）
改造サンダーショット「ピンク・ローズ」を操る。ウインターカップ1回戦第三レースで区間速度タイムの最高記録を出し、黒金を圧倒。2回戦では他のレースで敗れた女性レーサーの持ってきた部品を使い、トップと対決。
工藤 アキナ（くどう あきな）
ウインターカップ準決勝で、女性レーサーの持ち寄り部品で出来たマシン「スーパーマッハギャル一号」を使い、トップと対決。